# David Popper

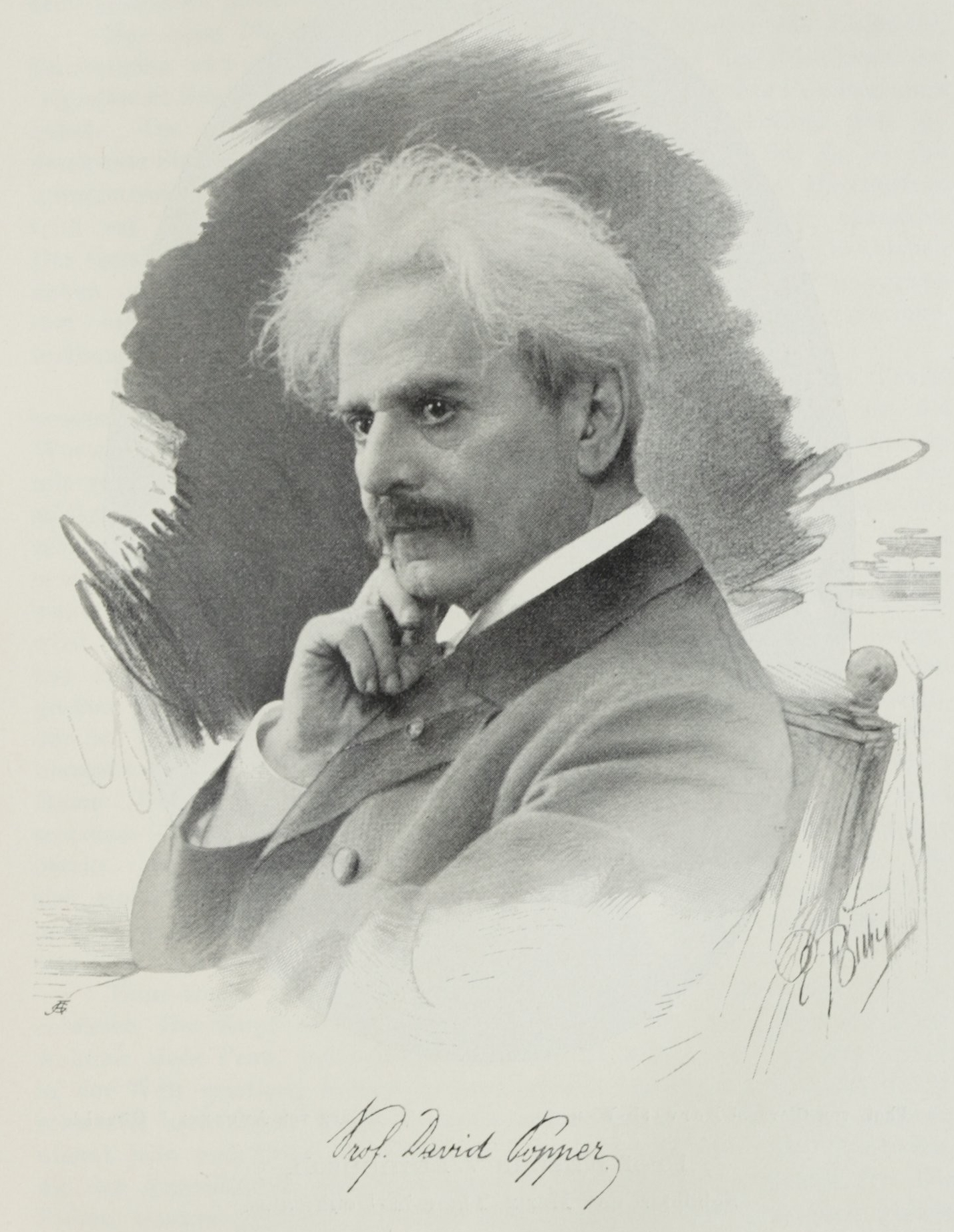
Photogramm von E. Bieber, Hof-Photograph in Berlin. Inhaber Prof. L. Berlin. (~1904)

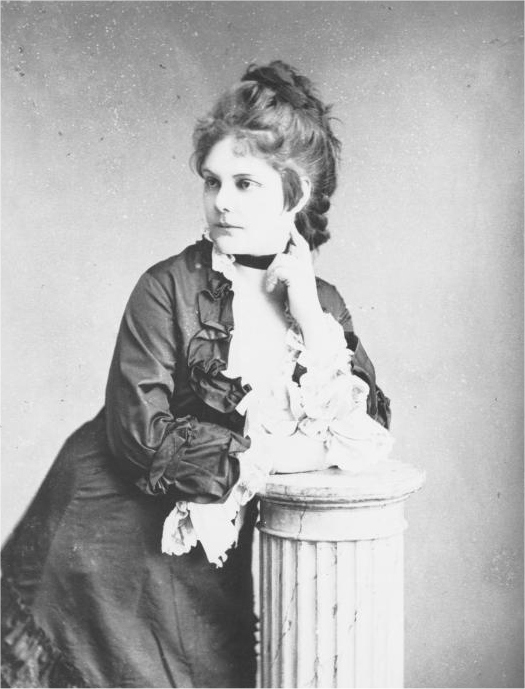
Ehefrau 1872–1886: Sophie Menter (1875)

David Popper und Jenö Hubay 1904 an der Akademie

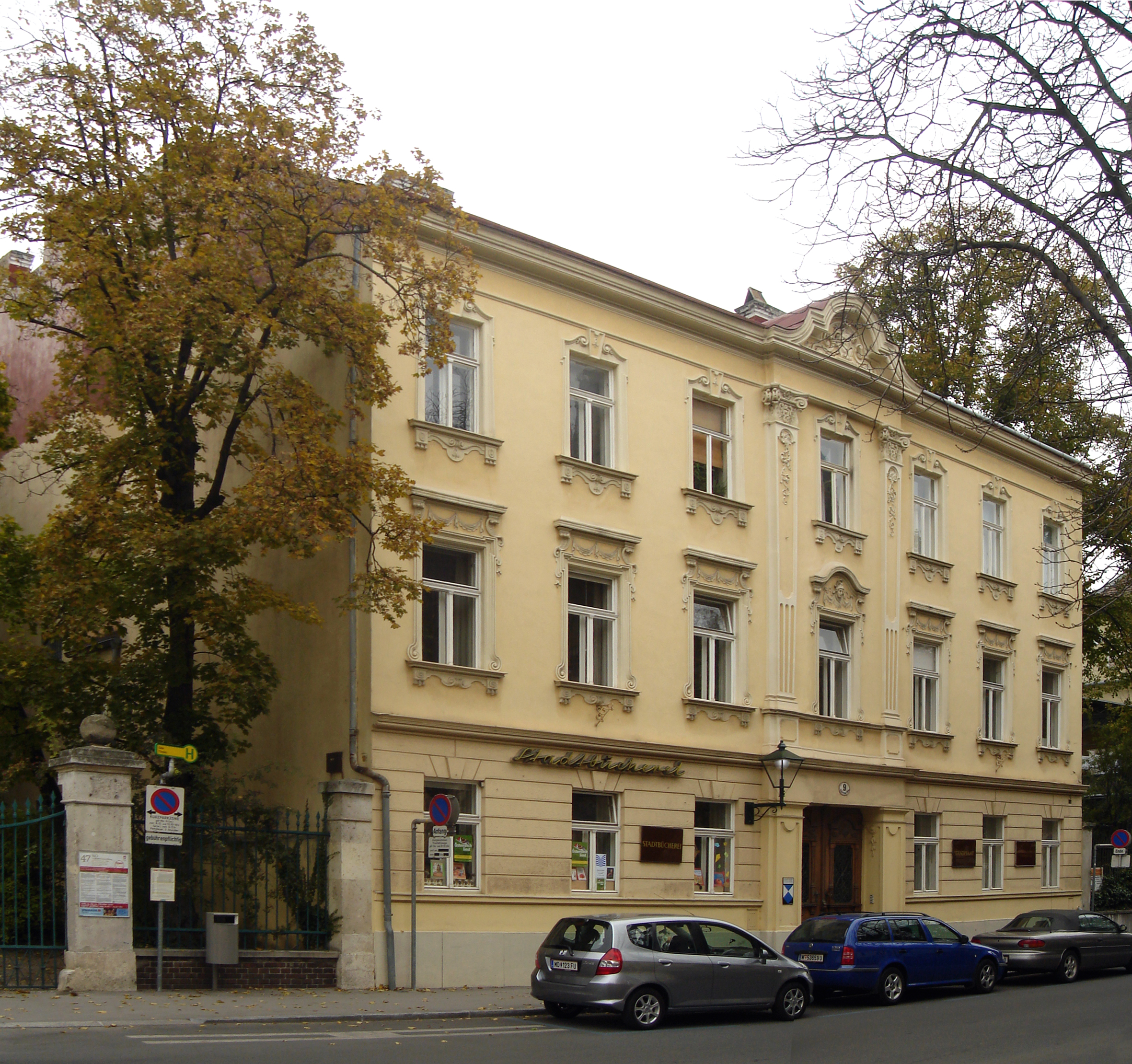
Der Zellerhof, David Poppers Sterbehaus, im Jahr 2010

David Popper (geb. 18. Juni 1843 in Prag; gest. 7. August 1913 in Baden bei Wien) war ein böhmischer Cellist und Komponist.

## Leben
David Popper war der Sohn eines Prager Synagogen-Kantors und wuchs in der Josefstadt auf. Seine Ausbildung erhielt er am Prager Konservatorium bei dem Cellisten Julius Goltermann.
1863 wurde er Mitglied der fürstlich Hechingen’schen Kapelle in Löwenberg in Schlesien. Untrennbar verbunden ist Poppers Name bis heute mit dem Cellokonzert a-Moll op. 33 von Robert Volkmann (1815–1883), mit dem er ab 1864 in ganz Europa Erfolge feierte. 1867 gab er sein Debüt in Wien. 1868 trat er seinen Dienst als Solocellist der Wiener Hofoper an, dorthin empfohlen von Hans von Bülow. In diesen Jahren war er auch Mitglied im Hellmesberger-Quartett. Gleichzeitig nahmen seine solistischen Auftritte in ganz Europa in einem Maße zu, dass er sich 1873 gezwungen sah, die feste Stelle an der Hofoper wieder aufzugeben. In dieser Zeit hatte Popper bereits Kontakt zu den bedeutendsten Komponisten der Epoche, wie etwa Anton Bruckner (für dessen Dritte Symphonie er sich im Orchester starkmachte), Richard Wagner (der ihn jedoch nicht mehr einlud, nachdem Popper sich wohlwollend über Brahms geäußert hatte), Johannes Brahms (mit dem er später auch musizierte) und Franz Liszt. 1882 ging er zusammen mit dem französischen Violinisten Émile Sauret auf eine Konzertreise nach Spanien und Portugal.
1896 ließ er sich in Budapest nieder, um an der späteren Franz-Liszt-Musikakademie zu unterrichten. Mit Jenő Hubay, der an der Akademie Violine unterrichtete, gründete er das Hubay-Popper-Quartett, mit dem u. a. Johannes Brahms, Ernst Dohnányi, Jan Paderewski, Wilhelm Backhaus und Leopold Godowsky spielten. Es war 30 Jahre lang eine der führenden Quartettformationen. Victor von Herzfeld, Violinist und Komponist, kam 1886 ebenfalls nach Budapest, wurde Professor an der Landes-Akademie für Musik und Sekundarius des Hubay-Popper-Quartetts. Popper wurde schon bald einer der gesuchtesten Pädagogen Europas, gab seine Solistenkarriere aber nicht auf.
Popper kannte sowohl das Orchester- als auch das Solorepertoire der Zeit aus seiner eigenen Konzerterfahrung, und auch das Kammermusikrepertoire wurde ihm immer vertrauter, nicht zuletzt durch seine neue Tätigkeit als Cellist des Hubay-Popper-Quartetts. Demzufolge wurde Popper sich immer mehr der Tatsache bewusst, dass sämtliches gängige Etüden- und Ausbildungsmaterial für Violoncello den steigenden Anforderungen, die die Flut von neuen Solokonzerten, Sonaten und Virtuosenstücken stellte, nicht mehr entsprach. Die Einführung des Stachels hatte ermöglicht, dass in der Daumenlage immer virtuosere Spieltechniken zum Einsatz kommen konnten, und daher wurden auch die Cellostimmen in Orchester- und Kammermusikwerken immer schwieriger.
In den Jahren 1901, 1902 und 1905 entstand die Hohe Schule des Violoncellospiels in vier Heften zu je zehn Etüden, veröffentlicht bei Friedrich Hofmeister. Widmungsträger sind Alwin Schröder (1855–1928), bekannter Solist der Zeit, der sich unter anderem für Poppers e-Moll-Konzert und die Suite Im Walde eingesetzt hat, Bernhard Schmidt, Edouard Jacobs (1851–1925), Professor am Conservatoire in Brüssel, und Ödön (Edmund) von Mihalovich (1842–1929), Komponist und Direktor der Franz-Liszt-Akademie. Ihnen folgten 1907 und 1908 Zehn mittelschwere große Etüden op. 76 I und die 15 leichten, melodisch-harmonischen und rhythmischen Etüden op. 76 II als Vorstufe zur Hohen Schule des Violoncellospiels.
Bis heute hat sich vor allem Letztere als Standardwerk der Unterrichtsliteratur gehalten, dank der beispiellosen Konsequenz der Reduktion jeder einzelnen Etüde auf wenige Schwierigkeiten, die jedoch in allen Varianten abgehandelt und geübt werden.
Popper war nicht nur einer der hervorragendsten Virtuosen seiner Zeit, sondern bereicherte auch die Cello-Literatur durch eine Anzahl Kompositionen wesentlich, darunter vier Konzerte, viele Etüden und eine Reihe von Salonstücken.
Bereits 1867 war Popper, als Begleitinstrumentalist von Carlotta Patti (1835–1889), in Baden bei Wien. Bis in das Jahr 1913 kehrte er wiederholt in diese Stadt zurück, mit deren Kurorchester er in gutem Einvernehmen stand. Unmittelbar vor seinem Tod feierte Popper im Kreise seiner Familie die Verleihung des ungarischen Hofratstitels; die Symptome seines Herzinfarktes – plötzlich eintretende Atemnot sowie Schwäche – wurden von den Anwesenden als Zeichen freudiger Aufregung missdeutet.
Die Leiche des Verstorbenen wurde letztwillig zur Einäscherung nach Dresden überführt.
Eine große Zahl an Schülern, von denen viele ihrerseits wieder bedeutende Pädagogen wurden, allen voran Arnold Földesy, Jenö Kerpely, Adolf Schiffer und Miklós Zsámboki, sorgten dafür, dass Poppers cellistisches Erbe weitergetragen wurde.

## Familie
David Popper heiratete am 4. Juni 1872 im Alten Rathaus von Wien die Pianistin und Komponistin Sophie Menter (1846–1918). Der feierlichen, von Bürgermeister Cajetan von Felder vollzogenen Trauung „wohnten zumeist Musiker und Sänger bei“ – darunter Anton Grigorjewitsch Rubinstein, Joseph Hellmesberger senior, Hofoperndirektor Johann von Herbeck sowie Hofopernkapellmeister Felix Otto Dessoff. Ein Kind, das in dieser Ehe auf die Welt kam – Coelestine (auch: Celeste, geboren 8. August 1872) – verlobte sich im Juli 1895 mit „Herrn Robert Bergmann, Beamter der k. k. Zuckersteuercontrole“. Coelestine ist nach heutigem Forschungsstand die uneheliche Tochter von Franz Liszt, die aus einer Affäre mit Sophie Menter im Herbst 1871 hervorgegangen ist. Menter hatte Popper erst im Februar 1872 in Löwenberg wohl näher intensiver kennengelernt. Menters Urururenkel aus der Verbindung mit Franz Liszt ist der Pianist und Komponist Michael Andreas Häringer, was erst 2018 durch eine Ausstellung zu Menters Leben und Werk durch die Forschungen von Dr. Diemut Boehm bekannt wurde.
Nach der Scheidung Anfang Januar 1886 – dieses uneheliche Kind dürfte der Scheidungsgrund gewesen sein – heiratete er am 24. Januar 1886 in Prag die zweiundzwanzig Jahre jüngere, aus einer jüdischen Familie stammende Olga Löbl. 1887 wurde sein Sohn Leó Popper geboren, der 1911 verstarb. Olga Popper starb am 14. November 1942 im Ghetto Theresienstadt.

## Auszeichnungen, Ehrungen
- Offizierskreuz des Franz-Joseph-Ordens[15]